# Método dos elementos finitos
O Método dos Elementos Finitos (MEF) (em inglês:  Finite Element Method - FEM) é um procedimento numérico para determinar soluções aproximadas de problemas de valores sobre o contorno de equações diferenciais. O MEF subdivide o domínio de um problema em partes menores, denominadas elementos finitos.

## Conceitos básicos
A subdivisão de um domínio geral em partes simples tem diversas vantagens:
- representação precisa de geometrias complexas;
- inclusão de propriedades distintas em materiais dissimilares;
- identificação de efeitos localizados (concentração de tensões).

Uma aplicação típica do método envolve (1) dividir o domínio do problema em uma coleção de subdomínios, sendo cada subdomínio representado por um conjunto de equações que são elemento do problema original, seguido de (2) recombinar sistematicamente todos os conjuntos de equações do elemento num sistema global de equações para o cálculo final. O sistema global de equações tem técnicas de solução conhecidas, e pode ser calculado desde o(s) valor(es) iniciais do problema original, para obter uma resposta numérica. Esse procedimento pode ser visto com mais detalhes para o caso de elementos finitos na mecânica estrutural.
No primeiro passo acima as equações dos elementos são equações simples que aproximam localmente as equações complexas originais a serem estudadas, onde as equações originais são frequentemente equações diferenciais parciais (EDP). Para explicar a aproximação neste processo, o MEF é comumente introduzido como um caso especial do método de Galerkin. O processo, em linguagem matemática, consta em construir uma integral do produto escalar resíduo com a função-peso e zerar a integral. Em termos simples, é um procedimento que minimiza o erro de aproximação, ajustando as funções de teste na EDP. O resíduo é o erro causado pelas funções de teste, e as funções-peso são funções de aproximação polinomial que projetam o resíduo. O processo elimina todas as derivadas espaciais da EDP, aproximando assim a EDP localmente com
- um conjunto de equações algébricas para problemas de estado estacionário,
- um conjunto de equações diferenciais ordinárias para problemas de estado transiente.

Esses conjuntos de equações são as equações do elemento. As equações são lineares se a EDP associada também for linear, e vice-versa. Os conjuntos de equações algébricas que surgem nos problemas de estado estacionário são resolvidos usando métodos numéricos da álgebra linear numérica, enquanto que os conjuntos de equações diferenciais ordinárias que surgem nos problemas transitórios são resolvidos por integração numérica usando técnicas padrão como o método de Euler ou o método de Runge-Kutta.
Na etapa (2) acima, um sistema global de equações é gerado a partir das equações do elemento através de uma transformação de coordenadas dos nós locais dos subdomínios para os nós globais do domínio. Essa transformação espacial inclui ajustes apropriados de orientação aplicados em relação ao sistema de coordenadas de referência. O processo é frequentemente executado pelo programa de elementos finitos usando dados de coordenadas gerados a partir dos subdomínios.
O MEF é melhor entendido a partir de sua aplicação prática, conhecida como análise de elementos finitos (finite element analysis - FEA). A FEA aplicada em engenharia é uma ferramenta computacional para realizar análises de engenharia. Inclui o uso de técnicas de geração de malha para dividir um problema complexo em elementos pequenos, bem como o uso de programas codificados com o algoritmo MEF. Na aplicação da FEA o problema complexo é geralmente um sistema físico com a física subjacente, como o modelo de viga de Euler-Bernoulli, a equação do calor ou as equações de Navier-Stokes expressas em EPDs ou equações integrais, enquanto os pequenos elementos divididos da equação do problema complexo representam diferentes áreas no sistema físico.
A FEA é uma boa opção para analisar problemas em domínios complicados (como automóveis e oleodutos), quando o domínio muda (como durante uma reação de estado sólido com uma fronteira móvel), ou quando a precisão desejada varia ao longo de todo o domínio. As simulações de FEA fornecem um recurso valioso, pois removem várias instâncias de criação e teste de protótipos rígidos para várias situações de alta fidelidade. Por exemplo, em uma simulação de colisão frontal, é possível aumentar a precisão da previsão em áreas "importantes", como a frente do carro, e reduzi-la na parte traseira (reduzindo assim o custo da simulação). Outro exemplo seria a previsão numérica do tempo, onde é mais importante ter previsões precisas sobre o desenvolvimento de fenômenos altamente não-lineares (como ciclones tropicais na atmosfera ou redemoinhos no oceano) em vez de áreas relativamente calmas.
| Exemplo de malha 2D |  | Exemplo MEF de solução 2D |
| Malha MEF criada por um analista antes de encontrar uma solução para um problema magnético usando um programa MEF. As cores indicam que o analista definiu propriedades de material para cada zona, neste caso uma bobina de fio condutor em laranja; um componente ferromagnético (talvez ferro) em azul claro; e ar em cinza. Embora a geometria possa parecer simples, seria muito difícil calcular o campo magnético para essa configuração sem o software MEF, usando apenas equações. |  | Solução MEF para o problema à esquerda, envolvendo um escudo magnético de forma cilíndrica. A parte cilíndrica ferromagnética protege a área dentro do cilindro, desviando o campo magnético criado pela bobina (área retangular à direita). A cor representa a amplitude da densidade do fluxo magnético, como indicado pela escala na legenda inserida, sendo a vermelha a alta amplitude. A área dentro do cilindro é de baixa amplitude (azul escuro, com linhas de fluxo magnético amplamente espaçadas), o que sugere que o escudo está funcionando como foi projetado. |

## História
Embora seja difícil citar uma data da invenção do método dos elementos finitos, o método originou-se da necessidade de resolver problemas complexos de elasticidade e análise estrutural em engenharia civil e aeroespacial. Seu desenvolvimento pode ser rastreado até o trabalho de A. Hrennikoff e R. Courant no início da década de 1940. Outro pioneiro foi John Argyris. Na União Soviética a introdução da aplicação prática do método é normalmente associada com o nome de Leonard Oganesyan. Na China, no final da década de 1950 e início da década de 1960, com base nos cálculos de construções de represas, K. Feng propôs um método numérico sistemático para resolver equações diferenciais parciais. O método foi chamado método das diferenças finitas baseado nem princípios variacionais, que foi outra invenção independente do método dos elementos finitos. Embora as abordagens usadas por esses pioneiros sejam diferentes, elas compartilham uma característica essencial: a discretização da malha de um domínio contínuo em um conjunto de subdomínios discretos, geralmente chamados de elementos.
O trabalho de Hrennikoff discretiza o domínio usando uma analogia de rede, enquanto a abordagem de Courant divide o domínio em sub-regiões triangulares finitas para resolver equações diferenciais parciais elípticas de segunda ordem que surgem do problema de torção de um cilindro. A contribuição de Courant foi evolutiva, com base em um grande conjunto de resultados anteriores para EDPs desenvolvidos por Rayleigh, Ritz e Galerkin.
O método dos elementos finitos obteve seu verdadeiro ímpeto nas décadas de 1960 e 1970 pelos desenvolvimentos de J.H. Argyris com colegas de trabalho na Universidade de Stuttgart, R.W. Clough com colegas de trabalho na Universidade da Califórnia em Berkeley, O.C. Zienkiewicz com colegas de trabalho Ernest Hinton, Bruce Irons e outros na Universidade de Swansea, Philippe G. Ciarlet na Universidade Pierre e Marie Curie e Richard H. Gallagher com colegas de trabalho na Universidade Cornell. Outro ímpeto foi proporcionado nesses anos pelos programas de software de elementos finitos de software livre disponíveis. A NASA patrocinou a versão original do Nastran e a Universidade da Califórnia em Berkeley tornou o programa de elementos finitos SAP IV amplamente disponível. Na Noruega, a sociedade de classificação de navios Det Norske Veritas (agora DNV GL) desenvolveu o Sesam em 1969 para uso na análise de navios. Uma base matemática rigorosa para o método dos elementos finitos foi fornecida em 1973 com a publicação de Strang e Fix. Desde então, o método foi generalizado para a modelagem numérica de sistemas físicos em uma ampla variedade de disciplinas de engenharia, por exemplo eletromagnetismo, transmissão de calor e dinâmica dos fluidos.